# Slag bij Cole Camp
De Slag bij Cole Camp vond plaats op 19 juni 1861 in Benton County, Missouri tijdens de Amerikaanse Burgeroorlog. Deze Zuidelijke overwinning gaf de vluchtende gouverneur Jackson en de Missouri State Guard de gelegenheid om te vluchten van Lyons eenheden in Boonville.

## Achtergrond
Op 15 juni 1861 veroverde de Noordelijke brigadegeneraal Nathaniel Lyon de hoofdstad van Missouri, Jefferson City. Op 17 juni versloeg Lyon een deel van de Missouri State Guard in de Slag bij Boonville. Toen gouverneur Claiborne F. Jackson Boonville ontvluchtte met een deel van de Missouri State Guard naar het zuidwestelijk deel van de staat, was een Noordelijke eenheid van de Missouri Home Guard het enige die hun nog kon tegenhouden.
De meerderheid van Benton County sympathiseerde met de Zuidelijke zaak. De Duitse inwoners waren aanhangers van het Noorden en fervente tegenstanders van de slavernij. Zij vormden de kern van de Missouri Home Guard. Begin juli vormde Kapitein Abel H.W. Cook een regiment uit vrijwilligers. Op 11 juni verzamelden ze zich ten noordoosten van Cole Camp.
Een eenheid die met de Zuidelijke zaak sympathiseerde verzamelde zich in de omgeving van Warsaw. Kapitein Walter S. O’Kane en majoor Thomas W. Murray brachten enige structuur in de eenheid. Naast 250 infanteristen, telde de eenheid nog een 100-tal cavaleristen. O’Kane kreeg het bevel over de volledig eenheid en werd tot luitenant-kolonel bevorderd.
De Zuidelijken werden geholpen door Bartholomew W. Keown, de Sheriff van Benton County. Hij probeerde Cook en Mitchell te arresteren in het kamp van de Home Guard. Deze laatsten weigerden natuurlijk om mee te gaan. De “arrestatie” was een list om meer informatie te verzamelen over de vijandelijke eenheid.

## De slag
De Noordelijke eenheid had zijn kamp opgeslagen bij twee boerderijen die ongeveer een 600m uit elkaar lagen, namelijk de boerderijen van Henry Harms en John Heisterberg. Cooks eenheid telde ongeveer 400 infanteristen uitgerust met musketten. Hoewel er zich oorspronkelijk 900 mannen hadden aangemeld, moest meer dan de helft geweigerd worden door een gebrek aan wapens of om andere redenen.
O’Kane's strijdmacht marcheerde van Warsaw richting Cole Camp op 18 juni 1861 om de aldaar verzamelde Home Guard aan te vallen. John Tyree had alle voorbereidingen gezien en gaf deze informatie door aan de Noordelijke eenheid in Cole Camp. Toen Tyree terugkwam naar Warsaw werd hij herkend door verschillende mensen. Zij vertelden wat hij had gedaan. Tyree werd vastgebonden aan een boom en geëxecuteerd.
Als Cook enige voorzorgsmaatregelen genomen had na Tyree’s waarschuwing, dan zal het geen effect gehad hebben. De wachtposten werden overrompeld zonder dat ze de rest van het kamp konden waarschuwen. De Noordelijke soldaten waren hun roes aan het uitslapen na een nachtje drinken. O’Kane’s mannen renden naar de Heisterberg-boerderij om daar verschillende salvo’s af te vuren op de geschrokken Noordelijke soldaten. De enige eenheid die operationeel was, was die van kapitein Elsinger. Ze bevonden zich net ten noorden van de boerderij van Heisterberg. Ze schoten een salvo in de Zuidelijke flank. Vanwege een gebrek aan munitie moesten ze deze tegenaanval snel staken.
De Zuidelijke cavalerie chargeerde een andere compagnie die zich wilde formeren om de vijandelijke aanval te weerstaan. Ook deze compagnie werd verjaagd.
Ondertussen formeerden de Noordelijke eenheden bij Harms barn onder leiding van kapitein Grother en kapitein Mueller om in de tegenaanval te gaan. Na enige verwarring werden ook deze eenheden verjaagd.
Kapitein Cook zou gevlucht zijn voor het gevecht begon. Hij stelde later dat hij advies ging inwinnen bij kapitein Totten van Lyon’s eenheden. Zijn mannen spraken dit tegen. Hij werd van zijn commando ontheven in juli. Na de oorlog kreeg zijn weduwe geen pensioen uitgereikt.

## Gevolgen
De Noordelijke verliezen waren ernstig. Ze verloren 34 gesneuvelden, 60 gewonden en 25 krijgsgevangenen. O’Kane veroverde 362 musketten die nog van pas zouden komen in de Slag bij Carthage en de Slag bij Wilson's Creek. Bij de Zuidelijken waren 7 gesneuvelden en 25 gewonden. .
O’Kane’s mannen schoten een van de gevangenen dood omdat ze dachten dat hij kapitein Cook was. Later bleek het een kok (Cook in het Engels) te zijn die zeer slecht Engels sprak.
Deze overwinning opende de weg voor de vluchtende Missouri State Guard en gouverneur Jackson.
Sheriff Keown werd gevangengenomen na de Slag bij Blackwater Creek op 19 december 1861. Door zijn daden bij Cole Camp en nog enkele andere feiten werd hij beschuldigd van spionage. Hij stierf op 16 april 1862 in de gevangenis voor de aanvang van zijn proces.